# Парламентские выборы в Южной Африке (1915)
Парламентские выборы в Южной Африке проходили 20 октября 1915 года, на которых избирались депутаты Палаты собраний. Это был второй парламент Южно-Африканского Союза. В результате правящая Южноафриканская партия генерала Луиса Боты осталась крупнейшей партией, но потеряла парламентское большинство.
Бота сформировал правительство меньшинства, которое продержалось весь срок с определённой поддержкой от официальной оппозиционной Юнионистской партии.

## Результаты
Количество зарегистрированных избирателей было 365 307. Было подано 261 433 голосов (из них недействительных 4 330).
| Партия | Партия                                    | Места | %     | Голоса  | %     | Лидер                       |
|        | Южноафриканская партия                    | 54    | 41,54 | 94 285  | 36,67 | генерал Луис Бота           |
|        | Юнионистская партия                       | 39    | 30,00 | 49 917  | 19,42 | Томас Смартт                |
|        | Национальная партия                       | 27    | 20,77 | 75 623  | 29,41 | генерал Джеймс Барри Герцог |
|        | Независимые                               | 6     | 4,62  | 12 383  | 4,82  | -                           |
|        | Лейбористская партия                      | 4     | 3,08  | 24 755  | 9,63  | полковник Фредерик Кресуэлл |
|        | Международная социалистическая лига (ЮАР) | -     | -     | 140     | 0,05  | Билл Эндрюс                 |
|        | Всего                                     | 130   | 100   | 261 433 | 100   |                             |